# Vidkun Quisling
Vidkun Abraham Lauritz Jonssøn Quisling (Fyresdal, 18 de julho de 1887 – Oslo, 24 de outubro de 1945) foi um oficial militar e político norueguês que chefiou nominalmente o governo da Noruega como Ministro-Presidente depois do país ter sido ocupado pela Alemanha Nazista durante a Segunda Guerra Mundial. Quisling havia chegado à proeminência internacional como colaborador do explorador Fridtjof Nansen, organizando uma ajuda humanitária na fome russa de 1921. Ele foi designado como diplomata norueguês na União Soviética, voltando para seu país em 1929 e servindo como Ministro da Defesa de 1931 a 1933.
Quisling deixou o Partido dos Agricultores em 1933 e fundou o partido fascista União Nacional. Apesar de ter conseguido certa popularidade por seus ataques contra a esquerda política, seu partido nunca conseguiu ganhar assentos no parlamento norueguês e era apenas uma organização periférica por volta de 1940. Quisling aproximou-se dos líderes do Partido Nazista e tentou tomar o poder através de um golpe de estado via rádio em abril de 1940 enquanto a invasão da Noruega estava em andamento, porém falhou depois dos alemães terem se recusado a apoiar seu governo.
Ele foi nomeado Ministro-Presidente em 1942, chefiando o estado norueguês conjuntamente com o comissário alemão Josef Terboven. Seu governo fantoche pró-nazista colaborou com a Alemanha e participou da Solução Final. Quisling foi preso, julgado ao final da guerra em 1945 e considerado culpado de fraude, assassinato e alta traição, sendo executado na Fortaleza de Akershus em outubro do mesmo ano. A palavra "quisling" acabou tornando-se um sinônimo de "traidor" ou "colaborador" em vários idiomas, com historiadores atribuindo a Quisling praticamente nenhum legado político.

## Início de vida

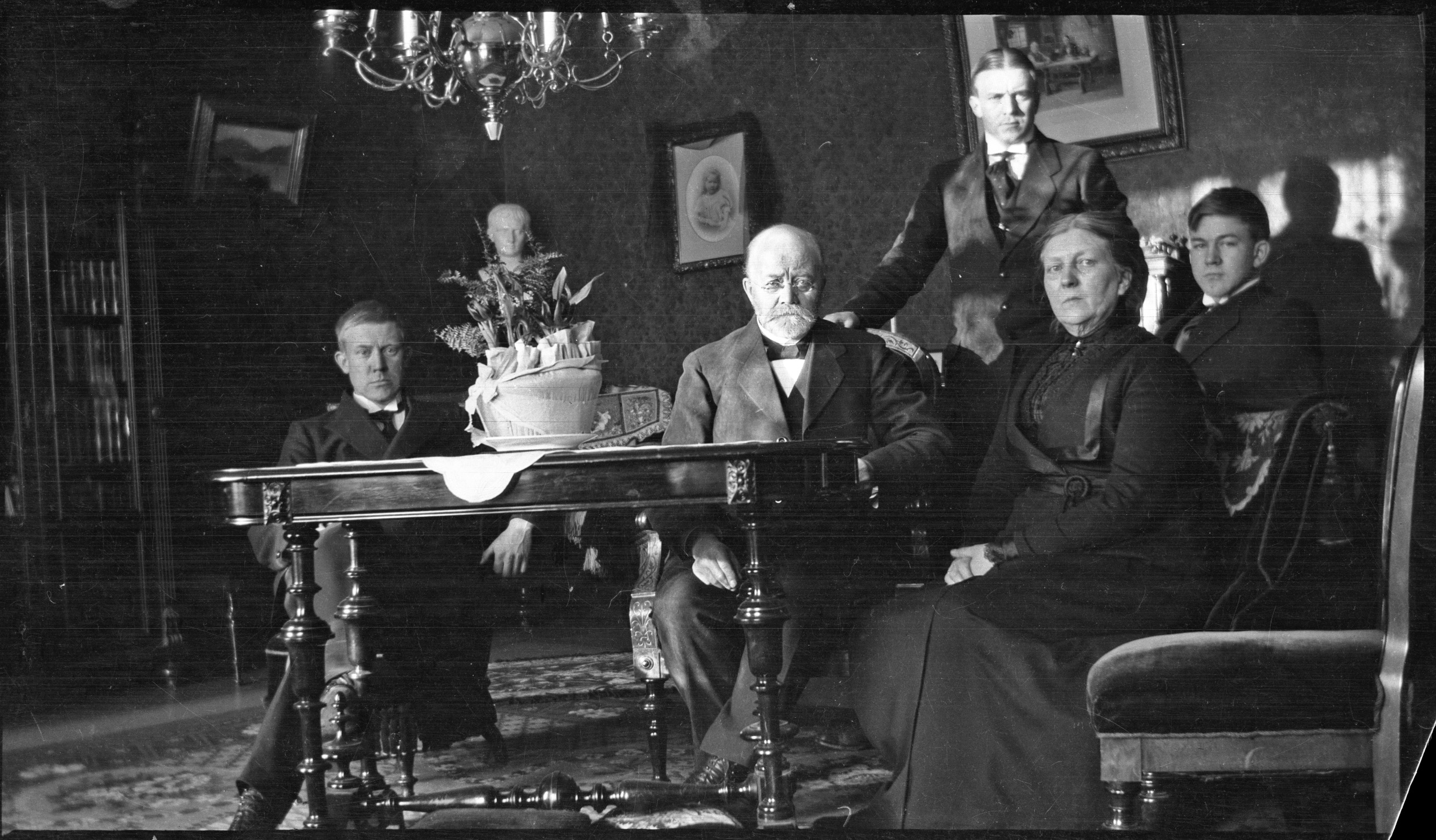
A família Quisling c. 1915. Da esquerda para direita: Quisling, seu pai Jon, irmão Jørgen, mãe Anna e irmão Arne.

Vidkun Abraham Lauritz Jonssøn Quisling nasceu no dia 18 de julho de 1887 em Fyresdal, Bratsberg, Noruega. Era filho do pastor e genealogista Jon Lauritz Qvisling e sua esposa Anna Caroline Bang, filha do armador Jørgen Bang, na época o homem mais rico da cidade de Grimstad. Jon Qvisling tinha dado aulas em Grimstad na década de 1870, com Bang tendo sido uma de suas alunas. Os dois se casaram em 28 de maio de 1886 após um longo noivado, em seguida mudando-se para Fyresdal onde Quisling e seus irmãos nasceram.
O nome da família derivava-se de "Quislinus", um nome latinizado inventado por Lauritz Ibsen Quislin, um ancestral de Quisling, que vivia no vilarejo de Kvislemark na Dinamarca. Vidkun Quisling tinha dois irmãos e uma irmã, tendo sido descrito como "tímido e quieto, mas também leal e prestativo, sempre amigável, ocasionalmente mostrando um sorriso caloroso". Cartas pessoais indicam que os membros da família tinham uma relação calorosa e afetuosa. Seu pai foi capelão em Drammen de 1893 até 1900. Foi lá que Quisling frequentou a escola pela primeira vez. Ele foi intimidado por outros estudantes devido seu sotaque de Bratsberg, porém mesmo assim conseguiu ter um bom desempenho. A família mudou-se para Skien em 1900 depois de Jon ter sido nomeado reitor da cidade.
Quisling tinha talento para a área de humanas, particularmente história e ciências naturais, mas também especializou-se em matemática. Nessa época de sua vida ele ainda não sabia ao certo que direção seguir. Quisling matriculou-se em 1905 na Academia Militar Norueguesa, conseguindo a nota de vestibular mais alta de todos os 250 candidatos daquele ano. Ele transferiu-se no ano seguinte para o Colégio Militar Norueguês, formando-se com a nota mais alta da história da instituição desde sua fundação em 1817, sendo recompensado com um encontro com o rei Haakon VII. Entrou em 1 de novembro de 1911 para o Estado Maior Geral do exército. A Noruega manteve neutralidade durante a Primeira Guerra Mundial; Quisling detestava o movimento pela paz, porém as enormes perdas de vidas humanas afetaram suas opiniões. Ele foi enviado em março de 1918 para a Rússia como membro de uma equipe diplomática norueguesa em Petrogrado, tirando vantagem dos cinco anos que passou estudando o país. Ficou chocado pelas condições de vida do local, porém mesmo assim concluiu que "os bolcheviques tem um controle extraordinariamente forte da sociedade russa", também ficando maravilhado pelo modo como Leon Trótski conseguiu mobilizar tão bem o Exército Vermelho. O governo provisório de Alexander Kerenski ruiu e a delegação diplomática foi chamada de volta em dezembro, com Quisling tornando-se o especialista militar norueguês sobre assuntos russos.

## Viagens

### Ucrânia
Quisling deixou a Noruega em setembro de 1919 a fim de tornar-se um agente de inteligência em Helsinque na Finlândia, posto que combinava política e diplomacia. Ele deixou a Noruega novamente em 1921, desta vez à pedido do explorador Fridtjof Nansen, chegando em Carcóvia na Ucrânia em janeiro do ano seguinte com o objetivo de ajudar a Liga das Nações em esforços humanitários. Quisling produziu um relatório destacando a má administração da área e uma taxa de morte de aproximadamente dez mil pessoas por dia, demonstrando no processo sua habilidades administrativas e sua determinação para alcançar seus objetivos. Ele se casou em 21 de agosto do mesmo ano com Alexandra Voronina. Ela posteriormente afirmou que Quisling tinha declarado seu amor, porém cartas para casa e investigações realizadas pelos primos dele indicam que nunca houve um envolvimento romântico entre os dois. Aparentemente, Quisling apenas desejava tirar a Voronina da pobreza ao dar-lhe um passaporte norueguês e segurança financeira.
Deixou a Ucrânia em setembro de 1922, porém voltou junto com Voronina em fevereiro para prolongar os esforços de ajuda, com Nansen descrevendo o trabalho de Quisling como "absolutamente indispensável". Ele encontrou o local em situação muito melhor que anteriormente, ficando rapidamente entediado pois não havia desafios novos. Foi lá que conheceu Maria Pasetchnikova, uma ucraniana dez anos mais nova. Os diários dela "indicam um florescente caso amoroso" durante o verão de 1923, mesmo com Quisling sendo casado com Voronina. Pasetchnikova tempos depois disse que tinha ficado impressionada pela fluência dele em russo, sua aparência ariana e modos graciosos. Quisling aparentemente casou-se com ela em Carcóvia no dia 10 de setembro, porém não existem documentos legais sobre o evento. O historiador Hans Fredrik Dahl acredita que o segundo casamento nunca foi oficial. O casal mesmo assim comportava-se como se fossem casados, inclusive celebrando seus aniversários de casamento. A missão humanitária terminou pouco depois e Quisling, Pasetchnikova e Voronina deixaram o país planejando passarem o verão em Paris na França. Pasetchnikova queria conhecer a Europa Ocidental, enquanto o próprio Quisling desejava descansar depois de ter sofrido de longos problemas estomacais.

### França e Noruega
A estadia em Paris necessitou que Quisling fosse temporariamente dispensado do exército, algo que ele lentamente percebeu que seria permanente: cortes militares significaram que nenhuma posição estaria disponível em seu retorno. Quisling dedicou boa parte de seu tempo na França aos estudos, lendo livros sobre teoria política e trabalhando em um projeto filosófico chamado Universismo. Ele convenceu o jornal norueguês Tidens Tegn a publicar um artigo seu em 2 de outubro de 1923 pedindo pelo reconhecimento diplomático do governo soviético. Sua estadia em Paris não durou tanto quanto planejava, começando a trabalhar no final do ano novamente com Nansen em um projeto de repatriação nos Bálcãs, chegando em Sófia na Bulgária em novembro. Quisling passou os dois meses seguintes viajando constantemente junto com Pasetchnikova. Ela retornou para Paris em janeiro a fim de cuidar de Voronina, que tinha assumido o papel de filha adotiva do casal; ele juntou-se às duas no mês seguinte.
Os três retornaram para a Noruega em 1924, com Voronina partindo posteriormente para viver em Nice na França, nunca mais retornando. Apesar de Quisling ter prometido sustentá-la, seus pagamentos eram irregulares e deixou passar várias oportunidades de visitá-la pelos anos seguintes. Ele acabou entrando no movimento de trabalhadores comunistas noruegueses, arrependendo-se anos mais tarde. Quisling defendeu, entre outras políticas, uma milícia popular a fim de defender o país de ataques reacionários, também perguntando para membros do movimento se desejavam saber quais informações o exército tinha sobre eles, porém não obteve resposta. Apesar de sua breve filiação com a extrema esquerda poder ser considerada improvável dado sua posterior direção política, Dahl sugere que Quisling, depois de uma infância conservadora, estava na época "desempregado e desmotivado ... profundamente ressentido do Estado Maior Geral ... [e] no processo para tornar-se politicamente mais radical". O historiador complementou que suas visões políticas na época podiam ser resumidas como "uma fusão de socialismo e nacionalismo", possuindo grande simpatias pelo regime soviético.

### União Soviética
Nansen novamente deu um emprego para Quisling em junho de 1925. Os dois viajaram pela Armênia na esperança de ajudarem na repatriação de vários armênios através de projetos propostos para Liga das Nações. Entretanto, os projetos foram recusados apesar dos esforços de ambos. Quisling encontrou um novo trabalho em maio de 1926 em Moscou junto com seu amigo Frederik Prytz, assumindo a função de contato entre Prytz e autoridades soviéticas que eram donas de metade da firma Onega Wood. Ele permaneceu no trabalho até Prytz fechar o negócio no início de 1927, quando então encontrou um novo emprego como diplomata. As questões diplomáticas do Reino Unido na União Soviética estavam na época sob os cuidados da Noruega, com Quisling tornando-se secretário. Um grande escândalo estourou quando Quisling e Prytz foram acusados de usarem canais diplomáticos a fim de contrabandearem milhões de rublos para o mercado negro, uma reivindicação que posteriormente foi usada para apoiar uma acusação de "falência moral", porém nenhuma das acusações foram comprovadas, nem a acusação que Quisling tinha espionado para os britânicos.
A abordagem mais linha dura que estava se desenvolvendo na política soviética da época fez Quisling afastar-se do bolchevismo. O governo soviético tinha barrado de imediato suas propostas sobre os armênios, obstruindo também as tentativas de Nansen em 1928 de ajudar com mais uma crise de fome na Ucrânia. Quisling tomou essas rejeições como insultos pessoais, deixando o país em 1929 depois dos britânicos terem reassumido seus próprios assuntos diplomáticos. Ele foi nomeado Comandante da Ordem do Império Britânico por seus serviços ao Reino Unido, honraria esta posteriormente revogada em 1940 pelo rei Jorge VI pelo papel dele na guerra. Nessa época ele também recebeu a Ordem da Coroa da Romênia e a Ordem de São Sava da Iugoslávia por seus esforços humanitários.

## Carreira política

### Retorno

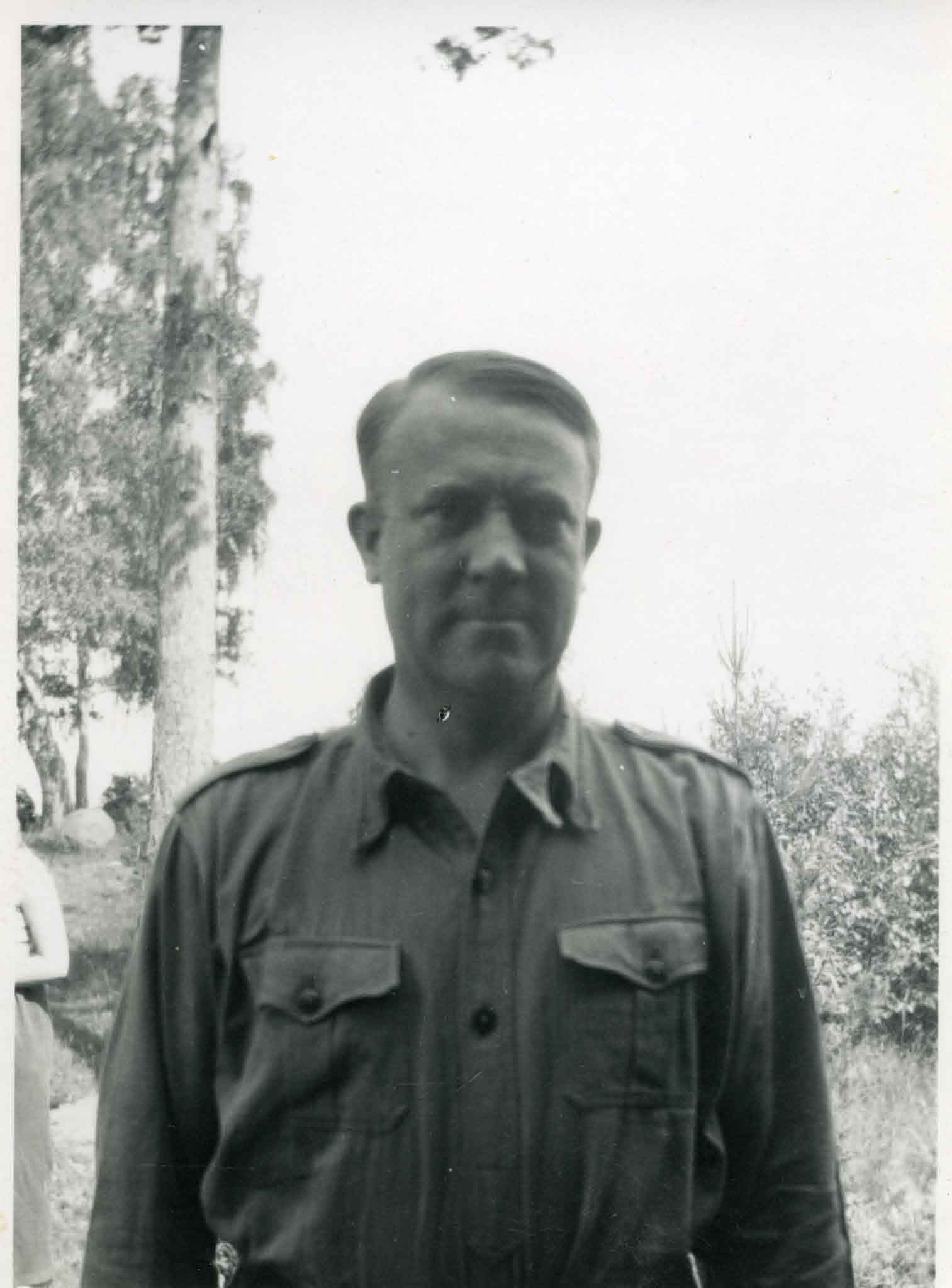
Quisling c. 1930.

Quisling passou nove dos últimos doze anos no exterior, sem nenhuma experiência política partidária prática fora do exército, mesmo assim retornando definitivamente para a Noruega em dezembro de 1929 com um plano de mudança chamado Ação Norueguesa. A organização planejada consistia de unidades locais, regionais e nacionais com a intenção de recrutamento similar ao Partido Comunista da União Soviética. Ela defendia mudanças constitucionais radicais, assim como o Ação Francesa. O Parlamento da Noruega era unicameral, mas dividido em dois departamentos separados para questões legislativas. Quisling focou-se muito mais em organização do que em praticabilidades; por exemplo, todos os membros da Ação Norueguesa teriam sua própria designação em uma hierarquia militarista.
Em seguida vendeu um grande número de antiguidades e obras de arte que havia adquirido bem barato na Rússia pós-revolucionária. Sua coleção era formada de mais de duzentos quadros, incluindo obras de pintores como Rembrandt, Francisco de Goya e Paul Cézanne. Esta coleção recebeu um seguro de mais de trezentas mil coroas. Quisling encontrou-se novamente com Prytz em 1930, participando de encontros com empresários e oficiais militares, eventos esses descritos por Dahl como "a definição didática de um grupo de iniciativa fascista", através dos quais Prytz parecia determinado a lançar a carreira política do amigo.
Nansen morreu em 13 de maio de 1930 e Quisling usou sua amizade com o editor do jornal Tidens Tegn para colocar na primeira página sua análise sobre o explorador. O artigo de 24 de maio foi intitulado "Pensamentos Políticos sobre a Morte de Fridtjof Nansen". Ele delineou no texto dez pontos que completariam a visão de Nansen para a Noruega, dentre eles estavam um "governo forte e justo" e uma "maior enfase em raça e hereditariedade". Este tema foi elaborado em seu livro Russland og Vi ("Rússia e Nós Mesmos"), que foi serializado no Tidens Tegn ao longo de 1930. Quisling defendeu uma guerra contra o bolchevismo, com o livro abertamente racista lhe catapultando para o holofote político. Ele assumiu o lugar anteriormente ocupado por Nansen na diretoria da Liga da Pátria, uma organização política anti-comunista de direita. Enquanto isso, fundou com Prytz um novo movimento político chamado "Levante Popular Nórdico na Noruega", possuindo um comitê central formado por 31 pessoas e tendo Quisling como seu "Líder". A primeira reunião da liga ocorreu em 17 de março de 1931, afirmando que seu propósito era "eliminar da insurgência comunista importada e depravada".

### Ministro da Defesa
Quisling deixou o Levante Popular Nórdico em maio de 1931 a fim de servir como Ministro da Defesa do governo do primeiro-ministro Peder Kolstad, mesmo não sendo um membro do Partido dos Agricultores ou amigo de Kolstad. Ele fora sugerido para o posto por Thorvald Aadahl, editor do jornal Nationen, que por sua vez foi influenciado por Prytz. A nomeação foi uma surpresa para muitos no parlamento norueguês. Sua primeira ação no cargo foi lidar com as consequências do Conflito de Menstad, uma disputa trabalhista que terminou em tumulto e violência. Quisling conseguiu por pouco evitar críticas da esquerda devido seu manejo da disputa e revelação de seus planos "milicianos" anteriores, virando sua atenção em seguida por aquilo que via como ameaça comunista. Ele criou uma lista da liderança da Oposição Revolucionária Sindical, que supostamente eram os agitadores em Menstad; vários deles acabaram sendo acusados de subversão e violência contra a polícia. Suas políticas também resultaram no estabelecimento de uma milícia permanente que, diferentemente do órgão anterior que tinha planejado, era contra-revolucionário. Apenas sete unidades foram estabelecidas até 1934, mesmo com a grande disponibilidade de oficiais juniores na reserva após os cortes na defesa, com restrições orçamentárias significando que a empreitada incluiu menos que mil homens antes de ser abandonada. Voronina recebeu notificação da anulação de seu casamento com Quisling em algum momento entre 1930 e 1933.
Quisling foi muito criticado pela imprensa e permaneceu constantemente nas manchetes, porém gradualmente ganhou a reputação de um administrador disciplinado e eficiente. Ele foi atacado com uma faca em 2 de fevereiro de 1932 por um homem que também jogou pimenta em seu rosto; alguns dos jornais, em vez de centrarem-se no próprio ataque, sugeriram que o homem deveria ser o marido ciumento de uma das empregadas de Quisling. Outros, especialmente aqueles alinhados com o Partido Trabalhista, alegaram que todo o ocorrido fora encenado. O político trabalhista Johan Nygaardsvold colocou essa teoria no plenário do parlamento em novembro, surgindo sugestões que Quisling fosse acusado de calúnia. Nada ocorreu e a identidade do homem jamais foi confirmada. Quisling depois indicou que o incidente foi uma tentativa de roubar documentos militares deixados pelo tenente-coronel sueco Wilhelm Kleen. O chamado "Caso da Pimenta" serviu para polarizar a opinião sobre Quisling e o governo ficou cada vez mais preocupado com elementos abertamente soviéticos que eram ativos em promover agitação industrial.
Kolstad morreu em março de 1932 e Quisling manteve seu posto de Ministro da Defesa sob o novo primeiro-ministro, Jens Hundseid, por motivos políticos, porém os dois permaneceram o tempo todo em oposição. Quisling permaneceu envolvido sob Hundseid em muitas das brigas que tinham caracterizado o governo de Kolstad. Ele teve a chance de se defender em 8 de abril no parlamento sobre o caso da pimenta, mas usou a oportunidade a fim de atacar os partidos Trabalhista e Comunista, afirmando que seus membros eram criminosos e "inimigos de nossa pátria e nosso povo". O apoio de Quisling entre elementos da sociedade norueguesa de direita disparou da noite para o dia, com 153 dignitários pedindo para suas acusações serem investigadas. Dezenas de milhares de noruegueses fizeram o mesmo nos meses seguintes, com o verão de Quisling ficando ocupado de discursos em comícios políticos. Entretanto, no parlamento, seu discurso foi visto como suicídio político; não apenas as evidências eram fracas, mas também foram levantadas questões sobre o motivo da informação não ter sido entregue mais cedo se o perigo revolucionário era tão grande quanto ele afirmava.

### Líder popular
A influência de Prytz no Levante Popular Nórdico decaiu no decorrer de 1932, com o advogado Johan Bernhard Hjort assumindo o papel de liderança em 1933. Hjort queria trabalhar com Quisling e os dois elaboraram um programa de políticas de direita que incluíam proscrição de partidos revolucionários, incluindo aqueles financiados por órgãos estrangeiros como a Comunista Internacional, a suspensão dos direitos eleitorais de pessoas recebendo assistência social, alívio da dívida agricultural e uma auditoria das finanças públicas. Durante o Caso Kullmann de 1932, Quisling questionou a posição linha dura de Hundseid sobre o capitão Olaf Kullmann, um agitador pacifista. Quisling distribuiu dentro do gabinete um memorando delineando suas propostas para reformas econômicas e sociais, também pedindo pela renúncia do primeiro-ministro. O governo começou a ruir e a popularidade pessoal de Quisling alcançou novas alturas; ele foi chamado de "homem do ano" e havia expectativas de sucesso nas iminentes eleições legislativas.
Apesar do novo programa, alguns do círculo de Quisling ainda preferiam um golpe no gabinete. Ele mesmo afirmaria mais tarde que considerou o uso de força para derrubar o gabinete de Hundseid , porém logo o Partido Liberal conseguiu formar um novo governo em março no lugar dos Agrários. O Levante Popular Nórdico, com a ajuda de Prytz e Hjort, logo transformou-se em um partido político chamado União Nacional, pronto para concorrer nas eleições de outubro. Quisling ficou levemente decepcionado e teria preferido liderar um movimento nacional em vez de um de sete partidos políticos. O União Nacional logo depois anunciou que apoiaria candidatos de outros partidos caso apoiassem seus objetivos chave de "estabelecer um governo nacional forte, estável e independente de politicagens partidárias ordinárias". O partido lentamente ganhou apoio, apesar do especto político norueguês já lotado. Ele ganhou, com sua crença inspirada no nazismo da autoridade central de um "Líder" forte, além uma poderosa máquina de propaganda, o apoio de muitos nas classes superiores de Oslo, começando a dar a impressão de que dinheiro de ricos estava por trás dele.